# (1971) Hagihara
(1971) Hagihara – planetoida z pasa głównego asteroid okrążająca Słońce w ciągu 5 lat i 66 dni w średniej odległości 2,99 j.a. Została odkryta 14 września 1955 roku przez zespół Goethe Link Observatory. Nazwa planetoidy pochodzi od Yusuke Hagihary, japońskiego astronoma. Przed nadaniem nazwy planetoida nosiła oznaczenie tymczasowe (1971) 1955 RD1.